# Eumecia johnstoni
Espèce
Synonymes
- Lygosoma johnstoni Boulenger, 1887

Eumecia johnstoni est une espèce de sauriens de la famille des Scincidae.

## Répartition
Cette espèce est endémique du Malawi.

## Publication originale
- Boulenger, 1887 : Catalogue of the Lizards in the British Museum (Nat. Hist.) III. Lacertidae, Gerrhosauridae, Scincidae, Anelytropsidae, Dibamidae, Chamaeleontidae. London, p. 1-575 (texte intégral).